# 安东尼奥普拉多德米纳斯
安东尼奥普拉多德米纳斯是巴西米纳斯吉拉斯州的一个市镇。总面积85.042平方公里，总人口1962人，人口密度23.1人/平方公里。